# تپه کشاری ۲
تپه کشاری ۲ مربوط به هزاره سوم قبل از میلاد است و در شهرستان سرباز، بخش پبشبن، دهستان پیشین، ۱ کیلومتری غرب روستای مولا آباد واقع شده و این اثر در تاریخ ۲۷ اسفند ۱۳۸۷ با شمارهٔ ثبت ۲۶۲۰۰ به‌عنوان یکی از آثار ملی ایران به ثبت رسیده است.